# Stéphane Ganeff
Stéphane Ganeff (La Haya, 18 de enero de 1959) es un deportista belga, nacionalizado neerlandés, que compitió en esgrima, especialista en la modalidad de espada. Ganó una medalla de plata en el Campeonato Europeo de Esgrima de 1981 en la prueba individual.

## Palmarés internacional
| Representando a Bélgica |                 |                  |                   |
| Campeonato Europeo      |                 |                  |                   |
| Año                     | Lugar           | Medalla          | Prueba            |
| 1981                    | Foggia (Italia) | Medalla de plata | Espada individual |